# Ines Kappert

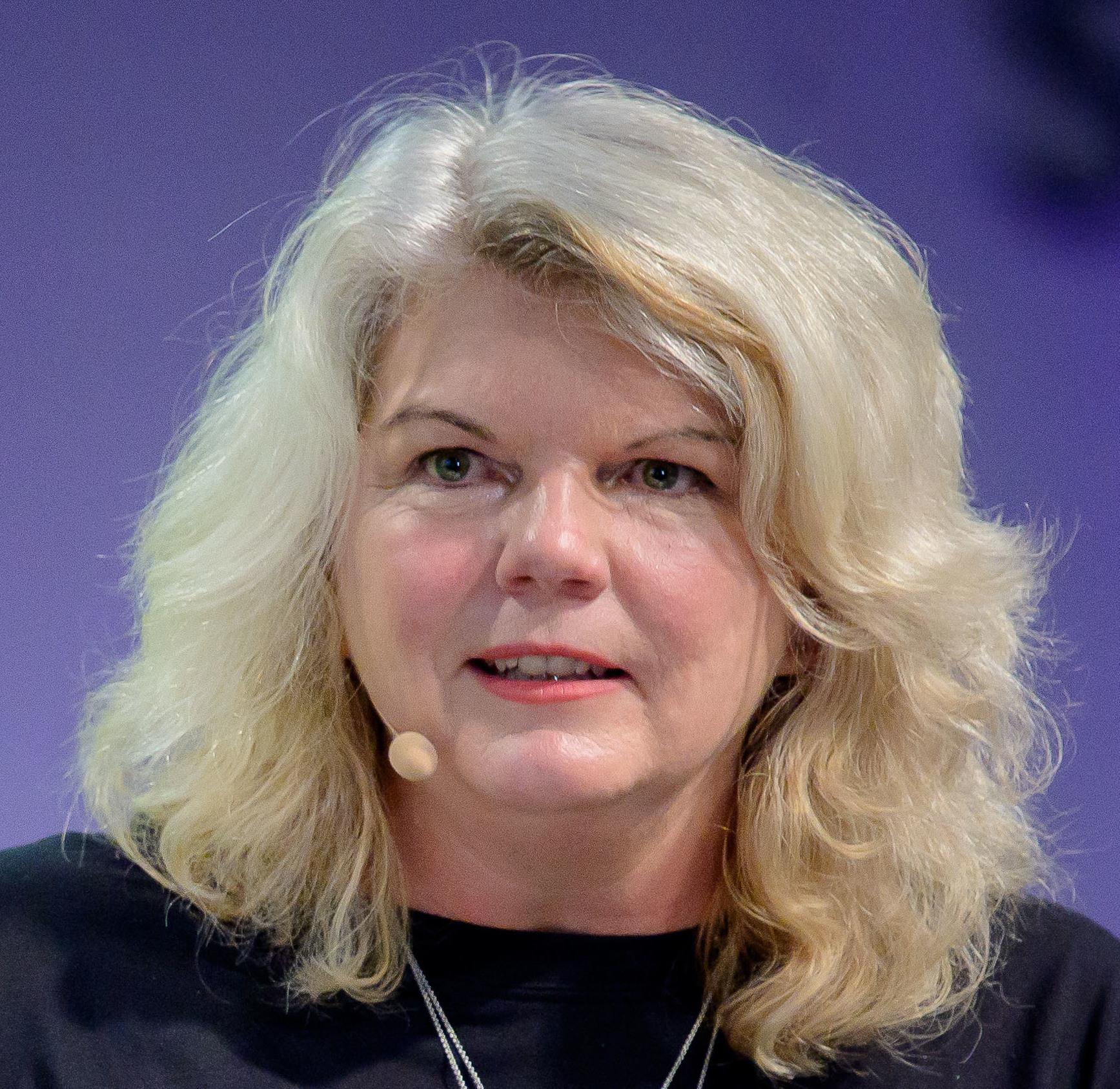
Ines Kappert (2021)

Ines Kappert (geboren 1970 in Ulm) ist eine deutsche Literaturwissenschaftlerin, Kulturtheoretikerin und Journalistin. Von 2015 bis Anfang 2025 leitete sie das Gunda-Werner-Institut der Böll-Stiftung.

## Leben
Ines Kappert studierte an der Freien Universität Berlin und an der Universität Paris VIII (Vincennes-Saint-Denis) Komparatistik und Philosophie. 1997 und 1998 war sie wissenschaftliche Mitarbeiterin im Theodor-Fontane-Archiv in Potsdam, wo sie für das Fontane-Jahr Berlin-Brandenburg verantwortlich war, und von 1999 bis 2003 bei der Arbeitsstelle für feministische Literaturwissenschaft an der Universität Hamburg. In dieser Zeit war sie auch als Redakteurin der Halbjahreszeitschrift figurationen. gender, literatur, kultur tätig.
Sie promovierte in Allgemeiner und Vergleichender Literaturwissenschaft an der Universität Hamburg zur Dr. phil. Ihre Dissertation wurde 2008 unter dem Titel Der Mann in der Krise. Oder: Kapitalismuskritik in der Mainstreamkultur als Buch veröffentlicht.
Sie war als wissenschaftliche Mitarbeiterin bei der Kulturstiftung des Bundes für das Initiativprojekt Relations. Kunst und Kultur im östlichen Europa zuständig. Seit 2010 ist sie Dozentin im Studienangebot „Gender und Diversity“ an der Wirtschaftshochschule St. Gallen. Von 2005 bis 2015 arbeitete sie als Redakteurin bei der taz, ab 2008 leitete sie das Meinungsressort. Im Sommer 2015 übernahm sie in der Nachfolge von Gitti Hentschel die Leitung des Gunda-Werner-Instituts zusammen mit Henning von Bargen. Ihre Themenschwerpunkte sind Feminismus, Männlichkeitsentwürfe, Syrien und Vertriebene.
Im Mai 2017 initiierte sie zusammen mit Annika Reich das Literaturportal Weiter schreiben für geflüchtete Autorinnen und Autoren aus Krisengebieten.

## Publikationen
- Sprung in die Stadt. Chisinau, Sofia, Pristina, Sarajevo, Warschau, Zagreb, Ljubljana: Kulturelle Positionen, politische Verhältnisse. Sieben Szenen aus Europa, zusammen mit Katrin Klingan, 1. Aufl., DuMont Buchverlag, 2006
- Der Mann in der Krise. Oder: Kapitalismuskritik in der Mainstreamkultur, Transcript Verlag, 2008

Als Herausgeberin
- Gender Revisited. Politik- und Subjektbegriffe in Kultur und Medien, Metzler Verlag, Stuttgart 2002
- Krisenfigur Mann = Male crises, Böhlau, Köln/Weimar/Wien 2002
- Ein Denken, das zum Sterben führt. Selbsttötung – das Tabu und seine Brüche (=Hamburger Beiträge zur Psychotherapie der Suizidalität 5), mit Benigna Gerisch und Georg Fiedler, Vandenhoeck & Ruprecht, Göttingen 2004